# Dmitrij Sakunienko
Dmitrij Nikołajewicz Sakunienko (ros. Дмитрий Николаевич Сакуненко, ur. 7 stycznia 1930 w Talmience, zm. 13 września 2014 we Włodzimierzu) – radziecki łyżwiarz szybki, brązowy medalista mistrzostw Europy.

## Kariera
Największy sukces w karierze Dmitrij Sakunienko osiągnął w 1955 roku, kiedy zdobył brązowy medal podczas mistrzostw Europy w Falun. W zawodach tych wyprzedzili go jedynie Sigge Ericsson ze Szwecji oraz inny radziecki łyżwiarz, Oleg Gonczarienko. W poszczególnych biegach Sakunienko był trzeci na 500 m, siódmy na 5000 m, szósty na 1500 m oraz ponownie trzeci na dystansie 10 000 m. Był to jedyny medal wywalczony przez niego na międzynarodowej imprezie tej rangi. W tym samym roku był czwarty na wielobojowych mistrzostwach świata w Moskwie, przegrywając walkę o podium z Borisem Szyłkowem. W zawodach tych był między innymi czwarty w biegach na 1500 i 10 000 m. W 1956 roku wystąpił na igrzyskach olimpijskich w Cortina d’Ampezzo, zajmując osiemnastą pozycję w biegu na 5000 m. W 1957 roku został mistrzem ZSRR w wieloboju.
Otrzymał Medal „Za pracowniczą dzielność” w 1957 roku, Medal 100-lecia urodzin Lenina w 1970 roku oraz odznakę Za zasługi w rozwoju kultury fizycznej i sportu w Federacji Rosyjskiej w 2000 roku.
W 1955 roku ustanowił rekord świata w wieloboju.